# インビット
インビットは、テレビアニメ『機甲創世記モスピーダ』に登場する架空の非ヒューマノイド型異星人。ほとんどがヒューマノイドあるいは人類と大差がない異星人が登場することが大半の日本のSFアニメ作品の中では珍しく、非ヒューマノイド型の知的異星生物として登場する。
ハーモニーゴールド USA 社が『超時空要塞マクロス』や『超時空騎団サザンクロス』と一緒に同一世界の異なる時代の大河小説として翻案・再構成した、「ロボテック・シリーズ」においては、語尾発音に濁音の入った「インビッド」（Invid）として各種版権商品（映像作品、漫画、ゲーム、玩具、模型等）で表記されている。

## 機甲創世記モスピーダ
本来は原形質的生物として出発して、初期の甲殻類を思わせる姿から、ナメクジ状の途中進化形態を通じて、地球侵攻後も引き続き占領惑星の環境に適応を重ねるうちに、人間と見分けの付かない形態へと進化（彼らの定義で）した。
真社会性昆虫などに見られるように女王と呼ばれる存在が全ての意志を決定し「個」というものを持たない、つまり女王の意志はすなわち、その集団全体の意志となる。
作品中では母星は明らかにされず、第1話で登場した未知の惑星や地球も、女王の云う「宇宙意志」（インビットに伝わる伝説の項を参照）に導かれた、より善い進化の到達点を探す為に立ち寄った居留地（キャンプ地）のひとつに過ぎないとされた。
地球の大気組成では生存することが出来ず、特に酸素に触れると、その浸透圧と酸素の毒性により体液が沸騰蒸発してしまい、生存することが出来ないために、人類と同様の体躯を備えた個体が登場するまではバトル・ウォーマーと人類側にコードネームで呼称される一種のパワードスーツを、彼らの生活空間である巣の外では常に身につけていた。
本来の作品コンセプトとしては、ファーストコンタクトSF作品、かつ地球が既に占領されているという作品の独自設定に基づき「理解の出来ない未知の存在」としてのみ描く予定であったがSF版「ノルマンディ上陸作戦」或いはロードムービー（旅物語）としての側面が加味されていくにつれ、好戦性を示す人間型インビッド「バットラー」や、第21話に登場した「レニーボーイ」のエピソードにみられるように人体実験などで居留先生物を強制的に供出するなどの演出（ナチズムを暗示）が目立つようになる。
地球を占拠した女王「レフレス」を長とする本作品に登場する群体は、環境に適応するために地球人と同じ「肉体」を持ったがために、「個」の意思や感情により分裂・混乱するようになり、この状況と、地球を滅ぼしてでも「インビット」を駆逐するという発想を持つ第三次奪還軍、ひいては人類の行為に絶望して大量破壊兵器を女王の超自然的な力を持って消去し、再び放浪の旅路へと出た。
インビットには「シャダウ翔（かく）れば闇と化し、レイトウ翔（かく）れば光の翼拡げん、宇宙に散りし子らよ 、レイトウの誘う地へ向え、すなわち進化せり」という5節の伝説が存在する。

## ロボテック・シリーズ
「ロボテック・シリーズ」における定義付けでは、インビッドは、G型主系列星の恒星系の恒星「ツプトゥム  を周回する惑星「オプテラ」 の不定形な原形質・生物として出発し、元来は好戦性を持たず比較的平和的な原生生物として暮らしていた。
日本版の第1話 「襲撃のプレリュード」に相当する " 61. The Invid Invasion " 冒頭で登場する未知の惑星を母星とし、この画像の惑星を母星と設定する事との整合性を図る為、日本版にある「地球型の大気組成では生存することが出来ない」という設定は無視され、バトル・ウォーマーの環境服としての側面はなかったことにされ、単に彼らの貧弱な肉体的能力を埋め合わせるパワードスーツの意味にされている。
後に「ヴァリヴェール恒星系」 の衛星ティロルの雑多な種族中の主要な文化支配民族 テイレシアース  人の科学者「ゾア・デリルダ」 が立ち寄り、生命の花からプロトカルチャー（資源）を抽出したことによって、一躍彼らの歴史上の著名人物となったが、一方でテイレシアース人支配者達から命令されたとはいえ、枯葉剤と遺伝子工学を駆使して製造した彼らのボディーガードたる巨人兵ゼントラーディ人を利用した、資源の強奪にも等しい回収作戦は女王「リージス」  の怒りを買い、以後長き歴史にわたってティロル人、更にはその資源を結果として利用する「ヴァリヴェール恒星系」 の他の非人類型のヒューマノイド（「センチネルズ」  と総称される。『プロトカルチャー中毒者達』（『プロトカルチャー・アディクツ』  とも。に対する激しい敵愾心（てきがいしん）を植え付けた。
それまで「軍隊」を持たなかったインビッドは、この行為により、科学知識によらず、女王の超自然的な力である錬金術のような能力（女王の自称するところによれば「宇宙意志」）によって「『機甲創世記モスピーダ』に登場するパワードスーツ（バトル・ウォーマー）」と人類側にコードネームで呼称される兵器を「産出」し、ロボテック・シリーズにおいて、人類側とインビッドとの憎しみの連鎖に至る関係は、原罪主義思想と連なり、一つの大きな主題（テーマ）となっている。
後になってその摂政「Regent」で「女王の夫」を自称する暴虐な悪役「リージェント」によって物語世界の拡張（Expanded Universe）が図られ、日本版のシャダウとレイトウのインビッドの伝説をそのまま「シャドウ」（影 / Shadow）と 「ライト」 （光 / Light）に置き換えたゾロアスター教にも似た女王の哲学に基づいて、米国完全オリジナルの新作『ロボテック：シャドウ・クロニクル』  も制作された。
なお、本項目中、特に差異について言及のない記述は日本版と同一か近い設定である。

## 参照・脚注
1. ↑  英: Tzuptum
2. ↑  英: Optera
3. ↑  英: Valivarre star system
4. ↑  英: Tiresias
5. ↑  英: Zor Derelda
6. ↑  英: Regis, Regess
7. ↑   英: Sentinels
8. ↑  英:  Protoculture Addicts , PA
9. ↑  ロボテック: シャドウ・クロニクル/影の年代記 に登場するインビッドのもう一つの宿敵、機械化異星種族ハイドニット (英: Haydonites ) 達により用いられた用語で " プロトカルチャー（資源）  " 　と接触し、この強力なエネルギー源と接触し利用をする全ての種族を、麻薬中毒患者の依存性に例えて揶揄（やゆ）したもの。
10. ↑  英:  Robotech: The Shadow Chronicles